# Sara Ginaite
Sara Ginaite (née à Kaunas le 17 mars 1924 et morte le 2 avril 2018) est une écrivaine et universitaire canadienne d'origine lituanienne. Elle est célèbre pour son engagement dans la résistance à l'Allemagne nazie dans la Lituanie occupée pendant la Seconde Guerre mondiale,.

## Biographie
Née à Kaunas le 17 mars 1924, Sara Ginaite grandit dans une famille juive aisée. Son père, Yosef Ginas, est ingénieur, diplômé en France. Sa mère sort d'un lycée polonais,. Sara Ginaite est sur le point de terminer ses études quand l'Allemagne nazie envahit la Lituanie, en 1941. Après que trois de ses oncles sont tués dans les Pogrom de Kaunas, elle est emprisonnée avec le reste de sa famille dans le Ghetto de Kovno. 
Dans le ghetto, elle rejoint l'Anti-Fascist Fighting Organization, un groupe de résistants juifs. Avec Misha Rubinson, qu'elle épouse, elle s'échappe pendant l'hiver 1943-1944. Au dehors, ils montent une unité militaire de résistance nommée "Morts aux Occupants". Elle retourne deux fois dans le ghetto pour aider d'autres juifs à s'échapper. En 1944, elle et son mari participent à la libération de Vilnius et de son ghetto,  puis à la libération du ghetto de Kaunas. Cependant, la plupart des juifs sont tués ou déportés en camp d'extermination par les Allemands, dans une entreprise de démolition et de purge de ce ghetto où sa famille se trouvait. De sa famille, seules ont survécu sa sœur, et une nièce.
Lors de la libération de Vilnius, elle est prise en photo par les forces soviétiques. Le cliché est devenu célèbre, car il est l'un des rares à représenter une femme dans les premières lignes du combat.
Elle devient après la guerre professeure d'économie à l'université de Vilnius, et le reste jusqu'à la mort de son mari, en 1983. Elle déménage ensuite au Canada avec ses deux filles.
Son ouvrage Resistance and Survival: The Jewish Community in Kaunas, 1941–1944 est traduit en anglais et publié à Oakville. En 2008, il remporte le Canadian Jewish Book Award, dans la section Histoire de la Shoah (Holocaust History). Elle a aussi publié un certain nombre d'ouvrages en lituanien.

## Publications
- Resistance and Survival: The Jewish Community in Kaunas, 1941–1944, Oakville, Mosaic Press, 2005.